# Fidel Dávila Arrondo
Fidel Dávila i Arrondo Gil i Arija, primer marquès de Dávila (Barcelona, 24 d'abril de 1878 – Madrid, 22 de març de 1962), va ser un militar català durant la Guerra Civil espanyola i els primers anys de la dictadura franquista. Va participar en el cop d'estat contra la Segona República que va originar la Guerra Civil. Després de la mort del general Mola va ser nomenat Comandant en cap de l'Exèrcit del Nord, al comandament del qual prendria part en algunes accions destacades de la contesa, com la presa de Bilbao, l'Ofensiva d'Aragó, la batalla de l'Ebre o l'Ofensiva de Catalunya.
Va ser membre de la Junta de Defensa Nacional i posteriorment President de la Junta Tècnica de l'Estat (origen de l'administració pública en la zona revoltada) i Ministre de l'Exèrcit als primers governs franquistes. Va estar casat amb la burgalesa Teresa Jalón.

## Biografia

### Carrera militar
Nascut en Barcelona en 1878, va ingressar en l'Acadèmia d'Infanteria de Toledo el 28 d'agost de 1894 i es va llicenciar el 21 de febrer de 1896 amb el grau de Tinent segon. Com a oficial d'infanteria va lluitar a Cuba durant la Guerra hispano-estatunidenca de 1898, per la qual cosa va rebre la Creu del Mèrit Militar. Posteriorment entraria a formar part de l'Estat Major de l'Exèrcit.
Va ser ascendit a tinent coronel i destinat al Marroc espanyol, on va participar en les Guerres del Marroc. El 1929 va aconseguir el grau de General de brigada, sent cap de l'Estat Major de la VII Regió Militar.

### Segona República
Durant la Segona República Espanyola, després de les reformes militars dutes a terme pel llavors president del govern Manuel Azaña, va sol·licitar permís per integrar-se en la reserva i es va instal·lar a Burgos. A l'antiga capital castellana participaria en la conspiració militar per enderrocar el govern del Front Popular que culminaria amb el Cop d'estat de juliol de 1936.

### Guerra Civil
En la nit del 18 al 19 de juliol de 1936 ocuparia el govern civil de Burgos. Dávila va ser membre de la Junta de Defensa Nacional i president de la Junta Tècnica de l'Estat, origen de l'administració pública dels revoltats i cap d'Estat Major de l'Exèrcit.
Després de la mort del general Mola en accident aeri, Dávila li substitueix i pren el comandament de l'Exèrcit del Nord. Al comandament d'aquest Exèrcit aconseguiria ocupar Biscaia, Santander i Astúries, la qual cosa suposaria la desaparició del Front Nord republicà i fet i fet desequilibraria la balança de la contesa a favor del Bàndol revoltat. Després de la Campanya del Nord, va mantenir el comandament d'aquest Exèrcit i va redistribuir les seves forces per a una nova ofensiva contra l'Espanya republicana, si bé encara va sumar un nou càrrec militar a les seves responsabilitats. El 31 de gener de 1938 va ser nomenat Ministre de Defensa dins del Primer Govern franquista presidit pel dictador Francisco Franco, quedant sota el seu comandament les tres branques militars: Terra, Marina i Aire. Uns mesos més tard va ser ascendit al grau Tinent general. Després de participar en la reeixida Ofensiva d'Aragó, va disposar la campanya per aïllar Catalunya, en la batalla de l'Ebre i l'ocupació final de Catalunya al començament de 1939.

### Postguerra
L'agost de 1939 va cessar al capdavant del Ministeri i el 19 d'agost va ser nomenat Capità General de la II Regió Militar (Sevilla). Va ser substituït en la Capitania general pel Tinent General Miguel Ponte el 12 de maig de 1941, sent nomenat per segona vegada en la Prefectura de l'Alt Estat Major. En 1940 va ser nomenat Cavaller de l'Orde Militar i Hospitalària de Sant Llàtzer de Jerusalem en el seu grau de Gran Creu. El 20 de juliol de 1945 va ser designat nou Ministre de l'Exèrcit, malgrat que un any més tard va passar a la reserva per haver complert l'edat reglamentària. En octubre de 1949, amb motiu d'un viatge de Francisco Franco al Portugal salazarista, va ser cridat per encapçalar el govern durant nou dies.
El 1951 fou destituït en el Ministeri, passant a formar part del Consell del Regne i nomenat president de Consell Superior Geogràfic. El 1949, el dictador Francisco Franco, en qualitat de Cap de l'Estat, li va concedir el títol nobiliari de marquès de Dávila, amb grandesa d'Espanya el 1951. Després de la seva defunció va ser ascendit honoríficament a Capità general de l'Exèrcit, màxima graduació militar espanyola.

## Imputació i extinció
En 2008, va ser un dels trenta-cinc alts càrrecs del franquisme imputats per l'Audiència Nacional en el sumari instruït per Baltasar Garzón pels presumptes delictes de detenció il·legal i crims contra la humanitat que suposadament haurien estat comesos durant la Guerra civil espanyola i els primers anys del règim de Franco. La imputació es va realitzar malgrat la notorietat de la defunció de Fidel Dávila, dada que constava en les hemeroteques i bibliografia sobre el tema; a més, el general hagués tingut 130 anys al moment de la imputació. La mort extingeix la responsabilitat criminal, com així va declarar el jutge finalment quan va rebre constància fefaent del fet, esdevingut quaranta-sis anys abans. La instrucció de la causa va ser tan polèmica que Garzón va arribar a ser acusat de prevaricació: el Tribunal Suprem el va absoldre del delicte de prevaricació, encara que li va retreure al jutge que dirigís l'acció penal contra persones que sabia que havien mort molts anys enrere, i tot això amb una «errònia aplicació del Dret», segons la mateixa sentència absolutòria.